# Знаниевая теория фирмы
Знаниевая теория фирмы (англ. knowledge-based theory of the firm) предполагает, что знания — наиболее значимый фактор производства с точки зрения стратегии фирмы. Сторонники теории утверждают, что сложная воспроизводимость ресурсов, основанных на знаниях, превращает разнородные базы знаний и способность их поглощать устойчивыми конкурентными преимуществами фирмы.
В корпоративном контексте знания хранятся и передаются посредством разнообразных носителей, будь то организационная культура и идентичность, административные практики, распорядки, документы, системы или сотрудники. Этот взгляд, происходящий из литературы по корпоративному менеджменту, базируется на ресурсном подходе к деятельности компании. Данный подход был предложен Эдитой Пенроуз в 1959 году и развит рядом других авторов (Wernerfelt 1984, Barney 1991, Conner 1991).
Пропоненты ресурсного подхода также признают роль знаний в построении конкурентных преимуществ фирмы, в то время как приверженцы знаниевой теории уделяют знаниям ещё большую роль. Ресурсный подход трактует знания как один из факторов, однако не наделяет его никакими специфическими характеристиками. Таким образом, ресурсный подход игнорирует различия между фирмами, обладающими разной способностью к восприятию знаний. Согласно знаниевой теории, информационные технологии могут иметь существенное влияние на бизнес, так как они качественно преобразуют процесс управления знаниями (Alavi &Leidner 2001).
Дискуссионным является вопрос о том, действительно ли знаниевый подход обладает признаками научной теории (Foss 1996, Phelan & Lewin 2000). По словам одного из видных сторонников подхода, «Зарождающийся знаниевый взгляд на фирму не является теорией ни в одном из формальных смыслов»  (Grant, 2002, стр. 135).